# Pomme (Sängerin)

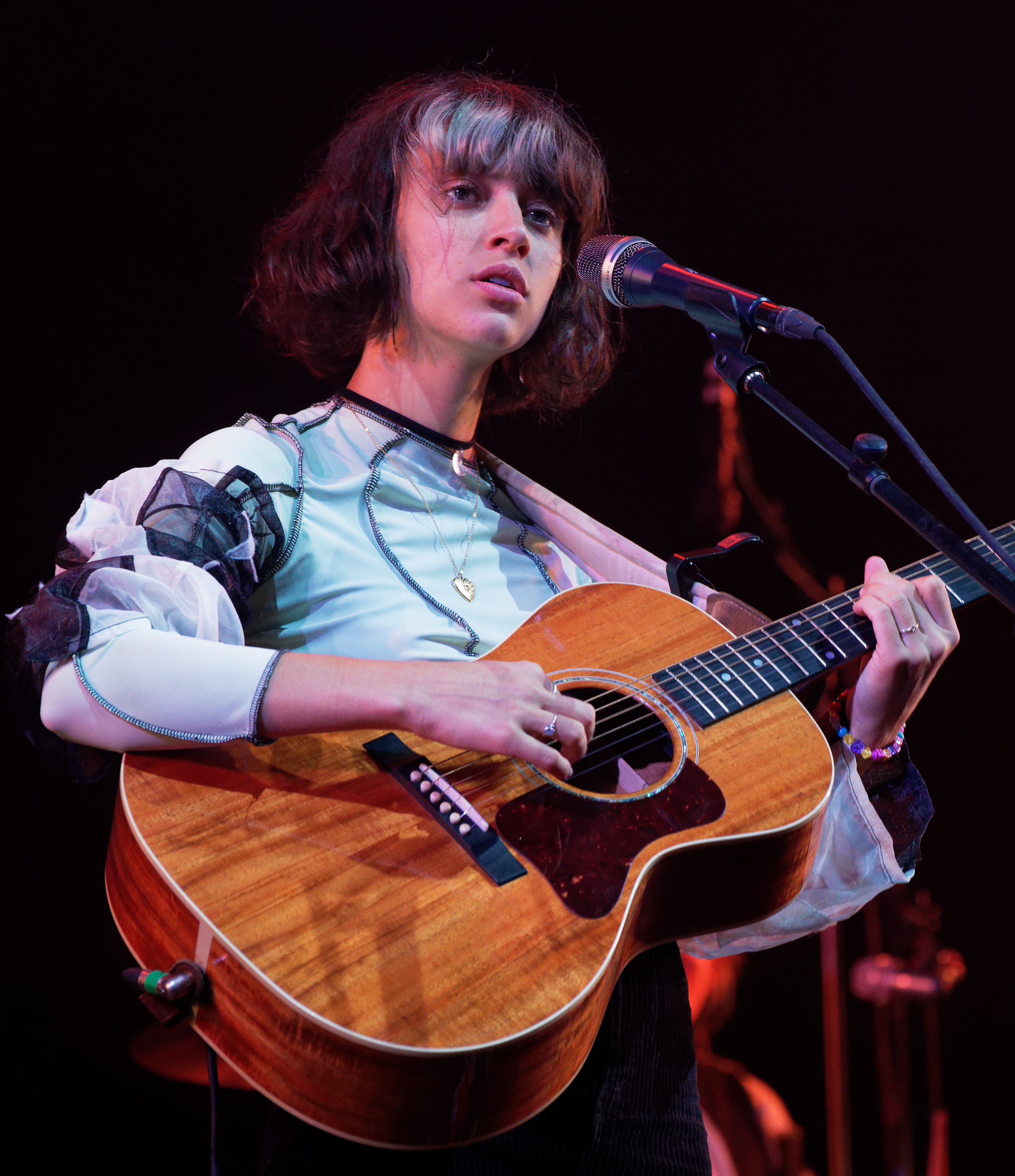
Pomme beim Festival des Vieilles Charrues (2021)

Pomme [pɔm] (geboren am 2. August 1996 in Décines-Charpieu; bürgerlich Claire Pommet) ist eine französische Sängerin, Musikerin und Webvideoproduzentin.

## Leben

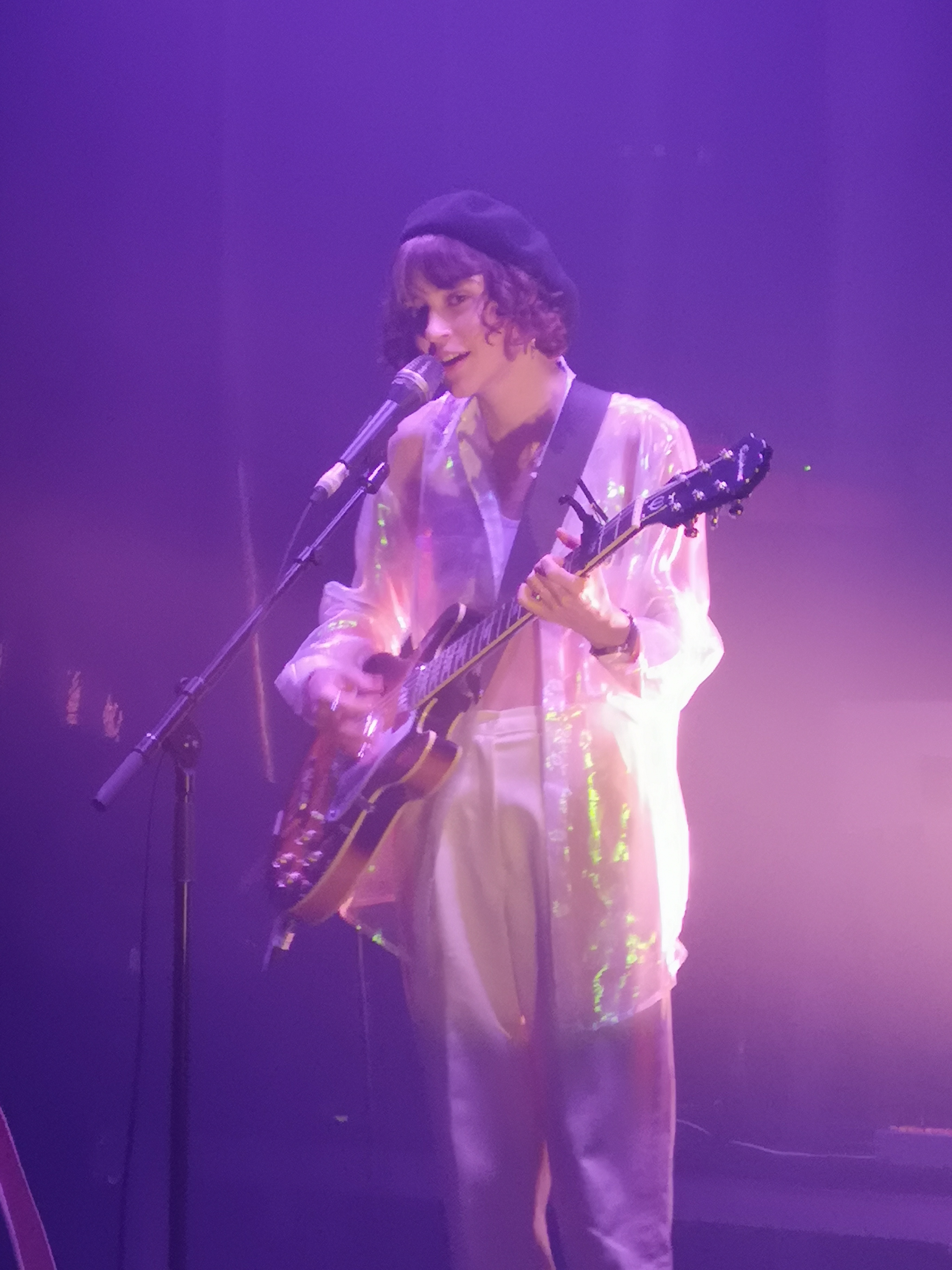
Pomme live im Café Cigale in Paris (Januar 2020)

Pomme wuchs in Lyon als Tochter einer Flötistin und eines Immobilienmaklers auf und erhielt eine sehr religiöse Erziehung. Sie begann bereits im Alter von sechs Jahren, Lieder zu schreiben und zu komponieren, sowie sich mit Musiktheorie zu befassen. Mit sieben Jahren sang sie im Schulchor. Mit acht lernte sie Violoncello zu spielen, später erlernte sie auch Klavier, Gitarre, Banjo, Kontrabass, Autoharp, Vocoder, Omnichord und Glockenspiel. In ihrer Jugend entdeckte sie vor allem franco-amerikanische Folkmusik für sich und trat bereits mit 16 Jahren in den Bars und Kneipen von Lyon auf. Viele musikalische Fähigkeiten hat sie sich autodidaktisch angeeignet. Seit dem 19. August 2013 betreibt sie einen YouTube-Kanal, auf dem sie neue Lieder und Musikvideos veröffentlicht.
2017 veröffentlichte Pomme ihr erstes Album À peu près bei Polydor, das sie zusammen mit Waxx realisierte, wobei sie jedoch die meisten Lieder selbst schrieb und komponierte. Im selben Jahr trat sie als „Vorband“ von Asaf Avidan, Vianney, Louane und Benjamin Biolay auf.
Am 19. September 2017 gab Pomme zudem bei der Boule Noire in Paris ihr erstes öffentliches Konzert. 2019 war sie auf Tournee und trat zum Debüt im überfüllten Café La Cigale in Paris auf.
Im Herbst 2018 erschien ihr zweites Album Les Failles, für das sie am 15. Februar 2020 mit dem Preis Victoires de la Musique ausgezeichnet wurde.
In den Liedern und Alben von Pomme spielen Themen wie Natur, Liebe, Tod und gesellschaftliche Themen wie die Akzeptanz von Homosexualität eine Rolle. In ihren Liebesliedern nimmt sie immer wieder Bezug auf die eigene Homosexualität.
Ihr drittes Album, Consolation, veröffentlichte Pomme im Sommer 2022.
Im Januar 2022 veröffentlichte Aurora das Album The Gods We Can Touch; für das Lied Everything Matters bat sie um die Mitarbeit Pommes, die dessen französischen Textanteil verfasste und sang.
2023 gab Pomme ihr Schauspieldebüt, in dem Spielfilm Spirit of Ecstasy der französischen Regisseurin Héléna Klotz spielt sie die Hauptrolle der Jeanne Francoeur.
Im Jahr 2024 kollaborierte Pomme mit dem belgischen Sänger Stromae für den Titel Ma meilleure ennemie (Deutsch: "Meine beste Feindin") aus dem Soundtrack zur zweiten Staffel der animierten Serie Arcane.

## Privates
Pomme war 2019 mit der kanadischen Sängerin Safia Nolin liiert. 2022 haben Nolin und Pomme geheiratet.

## Diskografie

### Studioalben
| Jahr | Titel Musiklabel            | Höchstplatzierung, Gesamtwochen, AuszeichnungChartplatzierungen (Jahr, Titel, Musiklabel, Platzierungen, Wochen, Auszeichnungen, Anmerkungen) | Höchstplatzierung, Gesamtwochen, AuszeichnungChartplatzierungen (Jahr, Titel, Musiklabel, Platzierungen, Wochen, Auszeichnungen, Anmerkungen) | Höchstplatzierung, Gesamtwochen, AuszeichnungChartplatzierungen (Jahr, Titel, Musiklabel, Platzierungen, Wochen, Auszeichnungen, Anmerkungen) | Anmerkungen                                                               | [↑]: gemeinsam behandelt mit vorhergehendem Eintrag; [←]: in beiden Charts platziert |
| Jahr | Titel Musiklabel            | FR | BEW | CH | Anmerkungen                                                               |                                                                                      |
| ---- | --------------------------- | --- | --- | --- | ------------------------------------------------------------------------- | ------------------------------------------------------------------------------------ |
| 2017 | À peu près Polydor          | FR91 Gold · (1 Wo.)FR | BEW200 (1 Wo.)BEW | — | Erstveröffentlichung: 6. Oktober 2017                                     |                                                                                      |
| 2019 | Les failles Polydor         | FR10 ×2Doppelplatin · (102 Wo.)FR | BEW24 (90 Wo.)BEW | CH87 (1 Wo.)CH | Erstveröffentlichung: 1. November 2019                                    |                                                                                      |
| 2020 | Les failles cachées Polydor | FR76 (40 Wo.)FR[BEW: ↑] | BEW24 (90 Wo.)BEW | CH73 (2 Wo.)CH | Erstveröffentlichung: 14. Februar 2020 erweiterte Version von Les failles |                                                                                      |
| 2022 | Consolation Polydor         | FR4 (21 Wo.)FR | BEW5 (19 Wo.)BEW | CH32 (2 Wo.)CH | Erstveröffentlichung: 26. August 2022                                     |                                                                                      |
| 2023 | (Lot 2) Consolation Polydor | FR42 Gold · (10 Wo.)FR[BEW: ↑][CH: ↑] | BEW5 (19 Wo.)BEW | CH32 (2 Wo.)CH | Erstveröffentlichung: 16. Januar 2023 erweiterte Version von Consolation  |                                                                                      |

### EPs
| Jahr | Titel Musiklabel                    | Höchstplatzierung, Gesamtwochen, AuszeichnungChartplatzierungen (Jahr, Titel, Musiklabel, Platzierungen, Wochen, Auszeichnungen, Anmerkungen) | Höchstplatzierung, Gesamtwochen, AuszeichnungChartplatzierungen (Jahr, Titel, Musiklabel, Platzierungen, Wochen, Auszeichnungen, Anmerkungen) | Höchstplatzierung, Gesamtwochen, AuszeichnungChartplatzierungen (Jahr, Titel, Musiklabel, Platzierungen, Wochen, Auszeichnungen, Anmerkungen) | Anmerkungen                                                       |
| Jahr | Titel Musiklabel                    | FR | BEW | CH | Anmerkungen                                                       |
| ---- | ----------------------------------- | --- | --- | --- | ----------------------------------------------------------------- |
| 2016 | En cavale                           | — | — | — | Erstveröffentlichung: 1. Januar 2016                              |
| 2018 | A Peu Près - Sessions Montréalaises | — | — | — | Erstveröffentlichung: 21. April 2018 nur auf Vinyl veröffentlicht |
| 2023 | Saisons                             | FR17 (3 Wo.)FR | — | — | Erstveröffentlichung: 1. Dezember 2023                            |

### Singles
| Jahr | Titel Album                               | Anmerkungen                                                              |
| ---- | ----------------------------------------- | ------------------------------------------------------------------------ |
| 2013 | Okay Écho                                 | Erstveröffentlichung: 26. Juli 2013 Matthieu Mendès feat. Pomme          |
| 2015 | J’suis pas dupe Écho                      | Erstveröffentlichung: 29. Juni 2015                                      |
| 2017 | Même robe qu’hier À peu près              | Erstveröffentlichung: 19. Mai 2017                                       |
| 2017 | On brûlera À peu près                     | Erstveröffentlichung: 3. November 2017 · FR: Gold                        |
| 2018 | Mon frère (Rough Version) Les failles     | Erstveröffentlichung: 23. Februar 2018                                   |
| 2018 | De là-haut (Radio Remix) Les failles      | Erstveröffentlichung: 30. März 2018                                      |
| 2019 | 2019 Les failles                          | Erstveröffentlichung: 28. Juni 2019                                      |
| 2019 | Je sais pas danser Les failles            | Erstveröffentlichung: 30. August 2019 · FR: Gold                         |
| 2019 | Anxiété Les failles                       | Erstveröffentlichung: 8. November 2019 · FR: Gold                        |
| 2020 | Vide Les failles                          | Erstveröffentlichung: 24. Januar 2020                                    |
| 2020 | Les Animaux Sont Nos Amis –               | Erstveröffentlichung: 30. Januar 2020 feat. Des enfants merveilleux      |
| 2020 | La lumière Les failles                    | Erstveröffentlichung: 26. Juni 2020                                      |
| 2020 | Grandiose Les failles                     | Erstveröffentlichung: 28. August 2020 · FR: Gold                         |
| 2020 | The Park –                                | Erstveröffentlichung: 27. November 2020                                  |
| 2020 | Le train du soir Haute fidélité           | Erstveröffentlichung: 13. November 2020 Raphaël feat. Pomme              |
| 2021 | Les cours d’eau (Oklou Remix) Les failles | Erstveröffentlichung: 22. Januar 2021                                    |
| 2021 | A perte de vue –                          | Erstveröffentlichung: 26. Februar 2021                                   |
| 2021 | Galore –                                  | Erstveröffentlichung: 12. Oktober 2021 Oklou feat. Pomme & Danny L Harle |
| 2021 | Itsumo Nando Demo –                       | Erstveröffentlichung: 23. Dezember 2021                                  |
| 2022 | Tombeau (A Colours Show) Consolation      | Erstveröffentlichung: 2. Juni 2022                                       |
| 2022 | Nelly Consolation                         | Erstveröffentlichung: 16. Juni 2022                                      |
| 2022 | Jardin Secret –                           | Erstveröffentlichung: 5. Oktober 2022                                    |
| 2022 | Outro –                                   | Erstveröffentlichung: 21. Oktober 2022 mit Raplume                       |
| 2023 | Un million –                              | Erstveröffentlichung: 13. Januar 2023                                    |
| 2023 | Laissez-moi danser –                      | Erstveröffentlichung: 23. Juni 2023                                      |
| 2023 | _dec carte de noel Saisons                | Erstveröffentlichung: 10. November 2023                                  |

### Weitere Lieder
| Jahr | Titel Album                                                                                   | Höchstplatzierung, Gesamtwochen, AuszeichnungChartplatzierungen (Jahr, Titel, Album, Platzierungen, Wochen, Auszeichnungen, Anmerkungen) | Höchstplatzierung, Gesamtwochen, AuszeichnungChartplatzierungen (Jahr, Titel, Album, Platzierungen, Wochen, Auszeichnungen, Anmerkungen) | Höchstplatzierung, Gesamtwochen, AuszeichnungChartplatzierungen (Jahr, Titel, Album, Platzierungen, Wochen, Auszeichnungen, Anmerkungen) | Höchstplatzierung, Gesamtwochen, AuszeichnungChartplatzierungen (Jahr, Titel, Album, Platzierungen, Wochen, Auszeichnungen, Anmerkungen) | Höchstplatzierung, Gesamtwochen, AuszeichnungChartplatzierungen (Jahr, Titel, Album, Platzierungen, Wochen, Auszeichnungen, Anmerkungen) | Höchstplatzierung, Gesamtwochen, AuszeichnungChartplatzierungen (Jahr, Titel, Album, Platzierungen, Wochen, Auszeichnungen, Anmerkungen) | Höchstplatzierung, Gesamtwochen, AuszeichnungChartplatzierungen (Jahr, Titel, Album, Platzierungen, Wochen, Auszeichnungen, Anmerkungen) | Anmerkungen |
| Jahr | Titel Album                                                                                   | FR | BEW | DE | AT | CH | UK | US | Anmerkungen |
| --- | --------------------------------------------------------------------------------------------- | --- | --- | --- | --- | --- | --- | --- | --- |
| 2025 | Grand soleil –                                                                                | FR56 (… Wo.)FR | — | — | — | — | — | — | Erstveröffentlichung: 14. März 2025 Damso feat. Various Artists; Benefizsingle für die Anti-AIDS-Veranstaltung Sidaction |
| Folgende Lieder erschienen nicht als Single, wurden aber durch das Album zum Download und Streaming bereitgestellt und konnten somit eine Platzierung erlangen: |                                                                                               | | | | | | | | |
| |                                                                                               | | | | | | | | |
| 2024 | Ma meilleure ennemie Arcane League of Legends: Season 2 (Soundtrack from the Animated Series) | FR1 Diamant · (… Wo.)FR | BEW1 Platin · (35 Wo.)BEW | DE28 (10 Wo.)DE | AT28 (6 Wo.)AT | CH4 (23 Wo.)CH | UK19 (9 Wo.)UK | US69 (… Wo.)US | Charteinstieg: 29. November 2024 mit Stromae                                                                             |

Weitere Lieder mit Auszeichnungen
- 2017: Ceux qui rêvent (FR: Gold)
- 2018: J’attends (mit Ben Mazué; FR: Platin)

### Musikvideos
| Jahr | Titel                | Album       | Regisseur(e) a    |
| ---- | -------------------- | ----------- | ----------------- |
| 2015 | Jsuis pas dupe       | En cavale   | Sébastien Brodart |
| 2015 | Je t’emmènerais bien |             | Sébastien Brodart |
| 2015 | En cavale            | En cavale   | Sébastien Brodart |
| 2015 | Jane & John          | En cavale   | Sébastien Brodart |
| 2016 | Sans toi             | En cavale   | Sébastien Brodart |
| 2017 | De là-haut           | À peu près  | Marta Bevacqua    |
| 2017 | A Lonely One         | À peu près  | Marta Bevacqua    |
| 2017 | On brûlera           | À peu près  | Marta Bevacqua    |
| 2017 | Pauline              | À peu près  | Marta Bevacqua    |
| 2019 | Je sais pas danser   | Les failles | Vladimir Féral    |
| 2019 | Anxiété              | Les failles | Hugo Pillard      |

## Filmografie
2023: Spirit of Ecstasy franz. Spielfilm von Héléna Klotz, Hauptrolle als Jeanne